# Birmania ai Giochi della XXIX Olimpiade
La Birmania ha partecipato ai Giochi della XXIX Olimpiade di Pechino, svoltisi dall'8 al 24 agosto 2008, con una delegazione di 6 atleti.

## Atletica leggera
| 5000 m maschili | Soe Min Thu |       |   |  |  | 15'50"56 | 14 |  |  |  |  |
| 200 m femminili | Lai Lai Win | 24"37 | 8 |  |  |          |    |  |  |  |  |

## Canoa/kayak
| Gara      | Atleta             | Batterie | Batterie | Semifinali | Semifinali | Finale | Finale |
| Gara      | Atleta             | Tempo    | Pos.     | Tempo      | Pos.       | Tempo  | Pos.   |
| --------- | ------------------ | -------- | -------- | ---------- | ---------- | ------ | ------ |
| K1 500 m  | Phone Myint Tayzar | 1'48"179 | 7        | 1'55"300   | 8          |        |        |
| K1 1000 m | Phone Myint Tayzar | 3'53"578 | 8        |            |            |        |        |

## Canottaggio
| Gara    | Atleta        | Batterie | Batterie | Quarti/ Ripescaggi | Quarti/ Ripescaggi | Semifinali | Semifinali         | Finale  | Finale       |
| Gara    | Atleta        | Tempo    | Pos.     | Tempo              | Pos.               | Tempo      | Pos.               | Tempo   | Pos.         |
| ------- | ------------- | -------- | -------- | ------------------ | ------------------ | ---------- | ------------------ | ------- | ------------ |
| Singolo | Latt Shwe Zin | 8'42"23  | 4        | 8'17"76            | 6                  | 8'24"23    | 5 (semifinale C/D) | 8'00"05 | 3 (finale D) |

## Nuoto
| Gara              | Atleta   | Batterie | Batterie | Semifinali | Semifinali | Finale | Finale |
| Gara              | Atleta   | Tempo    | Pos.     | Tempo      | Pos.       | Tempo  | Pos.   |
| ----------------- | -------- | -------- | -------- | ---------- | ---------- | ------ | ------ |
| 50 m stile libero | Kyaw Zin | 26"17    | 77       |            |            |        |        |

## Tiro con l'arco
| Gara                 | Atleta       | Turno di qualificazione | Turno di qualificazione | Turno 1                             | Turno 2 | Ottavi | Quarti | Semifinali | Finale |
| Gara                 | Atleta       | Punteggio               | Pos.                    | Turno 1                             | Turno 2 | Ottavi | Quarti | Semifinali | Finale |
| -------------------- | ------------ | ----------------------- | ----------------------- | ----------------------------------- | ------- | ------ | ------ | ---------- | ------ |
| Individuale maschile | Nay Myo Aung | 637                     | 52                      | Rafal Dobrowolski (Polonia) 106-110 |         |        |        |            |        |